# 2014年3月中國大陸

## 3月1日
- 晚9时20分左右，8余名蒙面暴徒持械冲进昆明火车站广场和售票厅对人群进行砍杀，之后大批民警赶至现场，火车站内传出枪声。案件已造成29名群众遇难、143名群众受伤（截至3月2日5时），警察当场击毙暴徒4名，其余暴徒仍在围捕中。[1][2]
- 3月13日，中国国务院事故调查组透露，“3月1日下午14时52分，两辆危化品运输罐车在晋煤外运大通道、山西晋城至河南济源的晋济高速公路岩后隧道发生追尾相撞，导致前车甲醇泄露，在司机处置过程中甲醇起火燃烧，隧道内车辆及煤炭等货物被引燃引爆，事故共造成31人死亡、9人失踪。”[3]

## 3月2日
- 凌晨2时11分，女星姚晨在新浪微博发文：“难过的无以言表，恶之花绽放的土地，愿真相早日到来，告慰无辜的亡灵...”不久，微博被删除。外界认为，她将昆明火车站恐怖袭击事件定性为新疆维吾尔族民众因中国政府暴政、民族压迫而产生的反抗。此后数年，中国舆论对姚晨持续批评。[4]
- “2日15时，全国政协十二届二次会议新闻发布会在人民大会堂召开，大会新闻发言人吕新华介绍了此次会议的主要安排并回答记者提问。”“港媒记者提问周永康传闻，发言人以‘你懂的’回应”。[5][6][7]

## 3月3日
- 广东省中山市人大常委会副主任黄标泉在住宅附近的一幢居民楼坠楼致重伤，经抢救无效当晚死亡[8]，警方排除外力可能。[9][10]

## 3月6日
- “两会上，王岐山‘点名’《来自星星的你》”，王岐山说：“有时候我也有一段没一段看看韩剧，看半天我发现我明白了，韩剧走在咱们前头。韩剧内核和灵魂，恰恰是中国的传统文化的升华，是用电视剧宣传了中国传统文化的内容。”人民网（页面存档备份，存于）

## 3月8日
- 马来西亚航空一架从吉隆坡飞往中国首都北京的波音777－200型客机马来西亚航空370号班机于凌晨失去联系，该机原定于当日6时30分抵达北京。机上有乘客227人（其中中国人154名、外国人73名），机组12人。[11][12]

## 3月12日
- 中国新闻网报道：“前卫生部副部长：死囚捐器官应电脑分配 救助家属”。“黄洁夫说，死囚器官捐献，必须得到本人或者家人的同意书。目前在政策上没有障碍，关键是操作，执行起来有漏洞，要确保死囚或家人一定要有书面签字的同意书。”新华网（页面存档备份，存于）

## 3月15日
- “江苏无锡首富蒋锡培被曝涉足买卖死婴产业链”，“近期央视315晚会和焦点访谈，连续两天曝光了无锡奥思达公司的非法干细胞治疗。” 贵阳网（页面存档备份，存于）

## 3月17日
- 中新网电，“17日晚19时20分许，一名犯罪嫌疑人持械袭警，乌鲁木齐雅山派出所社区民警吾斯曼江在与其搏斗中受伤，嫌犯艾某被赶到的民警当场击毙。经抢救无效，吾斯曼江不幸牺牲，年仅29岁，儿子才1个月大。”新华网

## 3月18日
- “中纪委监察部网站消息称，河北省人大城乡建设和环境资源委员会原副主任委员、中国移动通信集团河北有限公司（下称'中移动河北公司'）原总经理张连德，中移动河北公司总经理助理兼工会副主席丁占武，中移动河北公司总经理助理兼唐山移动公司总经理、党委书记张磊涉嫌严重违纪违法问题，正在接受组织调查。”凤凰网（页面存档备份，存于）
- 福建省漳州市云霄县农民方俊金在江西省永修县看守所待了11个月零7天后被无罪释放。[13][14]

## 3月19日
- 中新网电，“湖南纪委通报10起问题：县政法委书记驾公车撞死人。”[15]
- 新京报报道：“四川遂宁市长何华章被查 办报纸起家擅长操盘。”“何华章被指与去年被调查的四川省原副书记李春城关系密切。”[16]

## 3月20日
- 中新网电，“据香港《星岛日报》报道，涉嫌前年洗黑钱达一百亿港元的年轻内地女子赵丹娜[17][18]，去年获准以巨额保释金三千万(港币，下同)担保候讯，但赵本年初弃保潜逃，创近年弃保金额最高纪录[19]。香港博爱医院前主席、现荣誉顾问萧炎坤，是赵的两名担保人之一[20]，他19日应法庭传召，独自现身荃湾法院应讯。”[15][21]

## 3月21日
- 新京报报道，“卫计委：禁止医院和医生私下为外国人移植器官”。新华网（页面存档备份，存于）
- 华夏时报报道，“山西岩后隧道事故目击民警坠亡 曾被检察院约谈”。“3月21日下午三时左右，山西高速路政部门在路政巡查时发现，晋济高速公路河南方向一座约300米高的高架桥下有人坠亡，经查坠亡男子为侯玉，1977年出生，是山西高速交警三支队八大队执勤民警。侯玉曾于3月1日在山西晋济高速公路岩后隧道重大交通事故中最先赶赴现场，是事故现场的第一目击人。”新浪网（页面存档备份，存于）
- “3月21日凌晨1时54分,山东省平度市凤台街道杜家疃村村民看守被征农田的帐篷起火,造成4名守地村民1人死亡、3人受伤。”法制日报报道，“平度3.21纵火案告破：村委会主任地产商联手施暴 刑拘7人。”人民网（页面存档备份，存于）

## 3月22日
- 郑州晚报报道，“中纪委宣布姚木根涉嫌严重违纪违法，目前正在接受组织调查。”“江西被查副省长姚木根拥十余套房产 一家三兄弟都是官员”。[22][23]

## 3月24日
- 人民网荷兰海牙电，“国家主席习近平24日在海牙会见美国总统奥巴马。习近平强调，今年是中美建交35周年。面对当前纷繁复杂的国际形势，中美正在合作、需要合作和能够合作的领域更加广阔。奥巴马再次对前不久发生在昆明的严重暴力恐怖事件表示谴责，表示美方反对一切形式的恐怖主义，无论它们发生在何处，都要予以强烈谴责。美方愿同中方继续加强合作[24]。习近平感谢奥巴马不久前致电，就马来西亚航空公司失联客机事件向中方表示慰问，并责成美方有关部门参与搜救和向中方通报有关信息。中方将尽最大可能同马方及有关各方继续搜寻马航失联客机。奥巴马表示美方正在尽一切可能协助搜寻和调查。”[25][26]
- 国务院新闻办副主任李伍峰坠楼身亡。该办一权威人士称，李伍峰副主任因严重抑郁坠楼身亡。[27]
- 大河网报道，“中组部宣布中国长江三峡集团公司主要领导调整的决定：免去曹广晶董事长、党组书记职务，免去陈飞总经理职务。”“媒体：三峡集团问题多 幕后或有‘老老虎’。”网易

## 3月25日
- 羊城晚报报道，“广东公布反贪案例：局长强奸下属牵出24人犯罪案”。[28]

## 3月26日
- “传摩根大通高管方方辞职后协助香港廉署调查。”金融界（页面存档备份，存于）

## 3月31日
- “解放军总后勤部原副部长谷俊山涉多项罪被公诉”。中华网（页面存档备份，存于）
- 海南特区报报道，“网警副大队长有偿删帖受贿70余万获刑10年。”新华网（页面存档备份，存于）
- 新京报报道，“广东茂名窝案被指‘放过160人',巡视组要求重查。”新华网